# Avenida de Mistral
La avenida de Mistral (en catalán y oficialmente: Avinguda de Mistral) es una vía urbana del barrio de San Antonio de Barcelona, España, que discurre en diagonal, rompiendo la cuadrícula del Distrito del Ensanche, entre la calle Viladomat y la avenida del Paralelo.

## Odonimia
Se trata de un tramo del camino histórico de acceso a Barcelona por el sur, siendo el camino Real a Valencia y Zaragoza, que tuvo múltiples denominaciones a lo largo de su historia. Entre las anteriores al siglo XX se encuentran las de Camino antiguo de San Antonio, calle del Portal de San Antonio, Carretera antigua de la Cruz Cubierta, Carretera Real y Carretera de Madrid. A partir del siglo XX llevó el nombre de paseo de San Antonio, hasta que en 1928 se rebautizó como avenida Milans del Bosch, en honor al militar Joaquín Milans del Bosch, gobernador civil de Barcelona desde 1924 hasta el fin de la dictadura de Primo de Rivera, en 1930.
En junio de 1930 Barcelona celebró varios actos para conmemorar el centenario del nacimiento de Frédéric Mistral, escritor francés en lengua occitana, ganador del Premio Nobel de Literatura en 1904. Además de la inauguración de un monumento en Montjuic, el 25 de junio de 1930 se acordó que la avenida Milans del Bosch tomase su nombre, que ha mantenido hasta la actualidad.

## Historia
Su trazado corresponde a un antiguo camino romano, que en época medieval se conoció como Vía morisca, ya que discurría hacia el sur. Era uno de los principales accesos a la Barcelona amurallada, y partía del portal de San Antonio hacia la «Cruz Cubierta», una cruz de término levantada en lo que hoy es la confluencia de las avenidas Mistral y Paralelo, continuando hacia Zaragoza y Valencia. Es por ello que el "portal de Sant Antoni" se convirtió en la puerta real de entrada, ya que comunicaba Barcelona con las otras capitales de la Corona de Aragón. Cerca de la "Cruz Cubierta" se construyó el monasterio cisterciense de Santa Maria de Valdonzella. Por su situación en el Camino Real, muchos reyes y miembros de la corte se alojaron en el monasterio durante el siglo XIV, en su entrada o salida de Barcelona, muriendo allí el rey Martín el Humano. En el siglo XVII, durante la Guerra de los Segadores el monasterio fue destruido.
En 1764, durante el reinado de Carlos III, siguiendo el trazado del antiguo camino se construyó una nueva carretera real, bajo la dirección de Pedro Martín Cermeño y Joan Escofet. Más allá de la Cruz Cubierta, la vía proseguía por los municipios vecinos de Hostafrancs y Sants hacia el sur y, posteriormente, hacia Madrid. 
El tramo del histórico camino entre el antiguo portal y la cruz de término fue integrado en el proyecto de Ensanche diseñado por Ildefonso Cerdá, tras el derribo de las murallas. Con el nombre de paseo de la Cruz Cubierta se convirtió en un lugar de paseo muy concurrido y durante el primer tercio del siglo XX albergó las paradas de los encantes, junto a un poblado barraquista entre lo que hoy son las calles Floridablanca, Vilamarí y Entenza.
Dada su cercanía al recinto de la Exposición Internacional de 1929, en vísperas a este evento los encantes fueron trasladados a la plaza de las Glorias y las barracas fueron derribadas para urbanizar el paseo a modo de bulevar, con una rambla central arbolada. Se instaló alumbrado eléctrico y se cambió el nombre a avenida Milans de Bosch, aunque en 1930 tomó su nombre actual. En febrero de 1934 explotó una bomba escondida en un poste de tranvía, en la confluencia de la avenida Mistral con la calle Llançà. El atentado produjo varios heridos y una víctima mortal. En 26 de enero de 1939 la avenida Mistral fue una de las vías por la que las tropas franquistas -la 105.ª División de Marruecos- entraron a la ciudad de Barcelona.
Entre 1994 y 1996 se llevó a cabo una profunda transformación para convertir la avenida Mistral en un paseo peatonal, según proyecto del arquitecto municipal Jaume Graells. Se construyó un aparcamiento subterráneo, se ajardinó la superficie, se renovó el mobiliario urbano y se instaló una escultura de Lawrence Weiner dedicada a Frederic Mistral.